# Бханга (подокруг)
Бханга (бенг. ভাঙ্গা, англ. Bhanga) — подокруг в центральной части Бангладеш в составе округа Фаридпур. Образован в 1908 году. Административный центр — город Бханга. Площадь подокруга — 216,34 км². По данным переписи 1991 года население подокруга составляло 214 702 человека. Плотность населения равнялась 992 чел. на 1 км². Уровень грамотности населения составлял 25,7 %. Религиозный состав: мусульмане — 90,35 %, индуисты — 9,52 %, прочие — 0,13 %.